# Polizei (St. Helena, Ascension und Tristan da Cunha)
Das Saint Helena Police Directorate (deutsch Polizeidirektorat von St. Helena) ist die oberste Behörde zur Sicherstellung von Recht und Ordnung im Britischen Überseegebiet St. Helena, Ascension und Tristan da Cunha. Es hat rechtliche Handhabe jedoch nur in den gleichberechtigten Teilgebieten St. Helena und Ascension, nicht aber in Tristan da Cunha. Dort gibt es einen eigenständigen Polizisten der Lokalverwaltung.
Neben dem Saint Helena Police Service, der Polizei des Überseegebietes, übernimmt das Direktorat auf St. Helena auch die Aufgaben des Strafvollzugs, Einwanderung, Feuerwehr, Wasserrettung und Katastrophenschutzes.

## Saint Helena Police Service

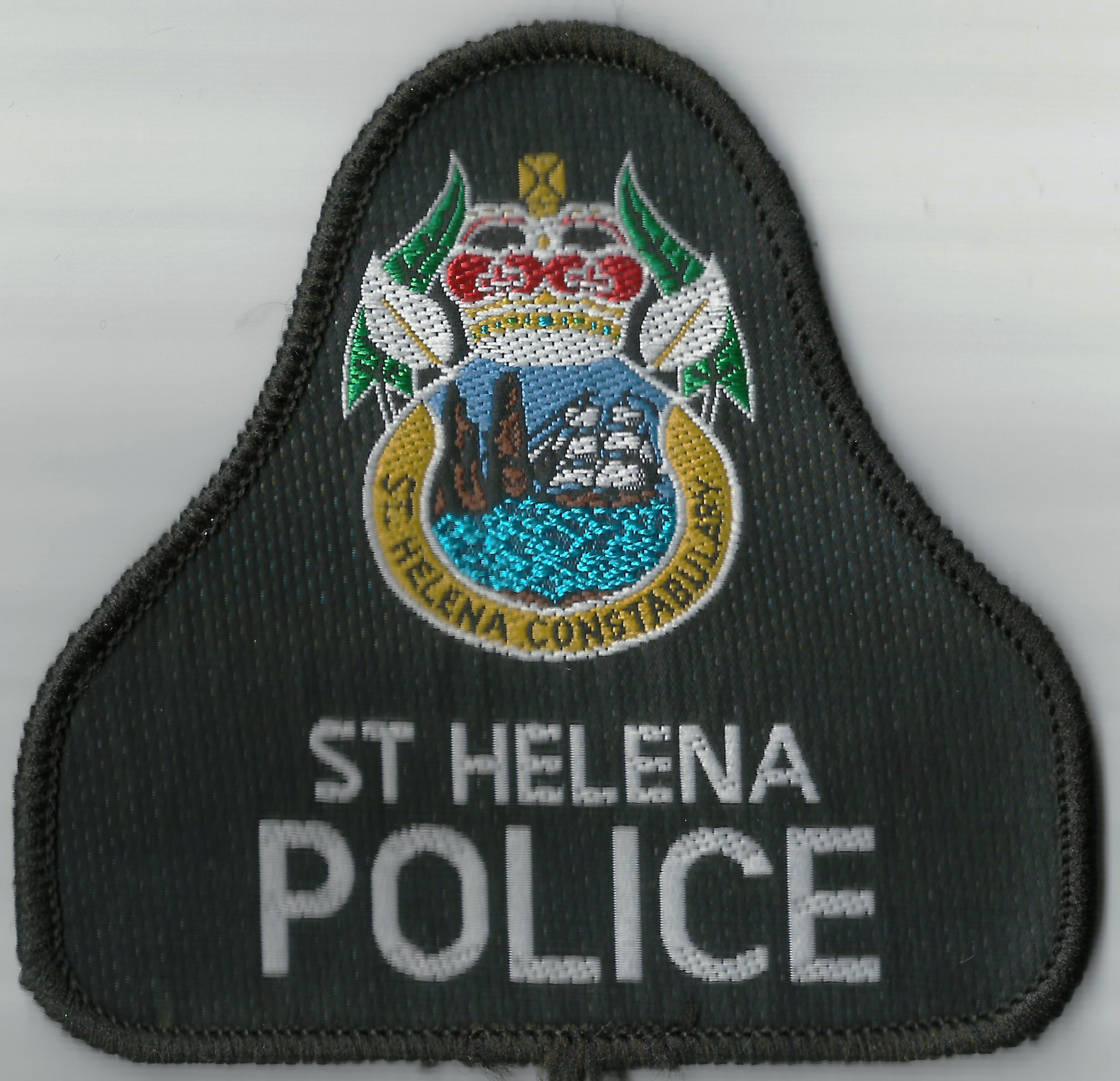
Schulterabzeichen der Polizei

Der Polizeidienst des Überseegebietes gliedert sich in eine aktive Polizeieinheit, einer Einheit für Kriminalität sowie einer Verwaltungseinheit. Für die Insel Ascension wurde eine eigene Abteilung eingerichtet. Insgesamt gehörten dem Polizeidienst mehr als 40 Mitarbeiter an, darunter sechs auf Ascension (Stand 2014).

## Sea Rescue Service
Der Abteilung für Wasserrettung gehören 12 Mitarbeiter an. Diese nutzen drei Rettungsboote.

## Fire and Rescue Service
Der Abteilung für Feuerbekämpfung und Rettungsdienste gehören 10 Mitarbeiter an. Diese übernehmen mit Eröffnung des Flughafens St. Helena auch den dortigen Feuer- und Rettungsdienst.

## Emergency Coordination and Planning
Die Abteilung für Katastrophenschutz übernimmt alle Planungsaufgaben des Katastrophenschutzes. Ihr gehören zwei Mitarbeiter an.

## Her Majesty’s Prison Service
St. Helena verfügt über ein Gefängnis, das der königlichen Strafvollzugsabteilung des Polizeidirektorats untersteht. 18 Mitarbeiter gehören der Abteilung rund um das 1826 gebaute Gefängnis an.
Der Bau eines neuen Gefängnisses war seit 2013 geplant. Es soll nach Fertigstellung das auf die Einwohnerzahl bezogen größte Gefängnis der Erde sein und 26 Zellen für bis zu 40 Gefangene umfassen. Es soll auch einen Hochsicherheitstrakt umfassen. Im September 2019 wurde der Bau des neuen Gefängnisses in Bottom Woods schlussendlich genehmigt.